# Ane Stangeland Horpestad
Ane Stangeland Horpestad (ur. jako Ane Stangeland 2 czerwca 1980 w Stavanger) – norweska piłkarka grająca na pozycji obrońcy, zawodniczka Klepp Idrettslag i reprezentacji Norwegii, wicemistrzyni Europy z 2005, uczestniczka Mistrzostw Świata 2003 rozegranych w Stanach Zjednoczonych oraz Mistrzostw Świata 2007 rozegranych w Chinach, gdzie Norwegia zajęła IV miejsce, a Stangeland zdobyła 2 bramki (w meczach z Kanadą i Ghaną). Uczestniczyła też w turnieju olimpijskim w Pekinie (2008).